# Tropopausa
La tropopausa marca el límit dins l'atmosfera terrestre entre la troposfera i l'estratosfera. És una capa d'estratificació de gradient termodinàmic, que marca el límit superior de la troposfera, (a una altitud aproximada de 17 quilòmetres a l'equador i 9 quilòmetres als pols) i el límit inferior de l'estratosfera (a una altitud mitjana de 20 quilòmetres sobre el nivell del mar).
A la tropopausa, la temperatura es manté constant al incrementar l'altitud. Aquesta condició tèrmica evita la convecció de l'aire i confina d'aquesta manera el clima a la troposfera.
Segons l'Organització Meteorològica Mundial es defineix com:

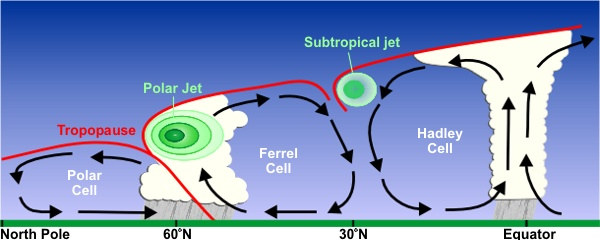
La tropopausa es troba a una altura major a l'equador i als tròpics que als pols.

| «                                              | Límit entre la troposfera i l'estratosfera, en el que el gradient vertical de temperatura experimenta un canvi sobtat. Es defineix com el nivell més baix on el gradient mitjà és de 2 °C/km o menor, sempre que el gradient mitjà entre aquell nivell i tots els nivells superiors situats a menys de 2 km no excedeixi els 2 °C/km. Pot existir ocasionalment una segona tropopausa si el gradient vertical per sobre de la primera és de més de 3 °C/km. | » |
| — International meteorological vocabulary, OMM | |   |

## Temperatura
| Interval d'altitud | Capa         | Gradient vertical de temperatura | Gradient vertical de temperatura |
| (m)                | -            | (°C/km)                          | (°F/1000 peus)                   |
| ------------------ | ------------ | -------------------------------- | -------------------------------- |
| 0 – 11.000         | Troposfera   | 6,5                              | 3,57                             |
| 11.000 – 20.000    | Tropopausa   | 0,0                              | 0,0                              |
| 20.000 – 32.000    | Estratosfera | -1,0                             | -0,55                            |
| 32.000 – 47.000    | Estratosfera | -2,8                             | -1,54                            |
| 47.000 – 51.000    | Estratopausa | 0,0                              | 0,0                              |
| 51.000 – 71.000    | Mesosfera    | 2,8                              | 1,54                             |
| 71.000 – 85.000    | Mesosfera    | 2,0                              | 1,09                             |
| 85.000 – 90.000    | Mesopausa    | 0,0                              | 0,0                              |

Els valors del gradient vertical de temperatura mostrats a la taula són resultat del càlcul {\displaystyle {-dT/dz}}, de manera que:
- Si tenen signe positiu la temperatura disminueix al augmentar l'altitud en la ratio per distància especificada per interval d'altitud.
- Si tenen signe negatiu la temperatura augmenta al augmentar l'altitud en la ratio per distància especificada per interval d'altitud.
- Si són nuls la temperatura es manté constant al llarg de l'interval d'altitud especificat.

### Capa superior
La capa immediatament superior a la tropopausa -en la qual la temperatura comença a ascendir amb l'altura- és l'estratosfera, on una vegada s'han assolit els 50 km d'altura, la temperatura arriba als 0 °C. Per tant, l'estratosfera s'estén des dels 20 km fins a 48-50 km s.n.m. Conté petites quantitats dels gasos de la troposfera en densitats decreixents proporcionals a l'altitud. Inclou també quantitats molt baixes d'ozó (O₃) que filtren el 99% dels raigs ultraviolats (UV) provinents de les radiacions solars. És aquesta absorció d'UV la qual fa ascendir la temperatura fins a prop dels 0 °C. Aquest perfil de temperatures permet que la capa sigui molt estable i evita turbulències, una característica que caracteritza a l'estratosfera. Aquesta, al seu torn, està coberta per l'estratopausa, una altra capa d'inversió tèrmica als 50 km.